# Kuningasjätkä
Pour plus de détails, voir Fiche technique et Distribution.
Kuningasjätkä est un film finlandais réalisé par Markku Pölönen, sorti en 1998.

## Synopsis
Tenho perd sa femme, doit quitter la ville avec son fils Topi car il ne peuvent plus payer le loyer et devient bûcheron.

## Fiche technique
- Titre : Kuningasjätkä
- Titre anglais : A Summer by the River
- Réalisation : Markku Pölönen
- Scénario : Markku Pölönen
- Musique : Vesa Mäkinen
- Photographie : Kari Sohlberg
- Montage : Jukka Nykänen
- Production : Kari Sara
- Société de production : Fennada-Filmi
- Pays :  Finlande
- Genre : Comédie dramatique
- Durée : 85 minutes
- Dates de sortie : 
  -  Finlande : 13 février 1998

## Distribution
- Pertti Koivula : Tenho
- Simo Kontio : Topi
- Esko Nikkari : Hannes
- Anu Palevaara : Hilkka
- Peter Franzén : Kottarainen
- Sulevi Peltola : Puukko
- Heikki Kujanpää : Tohkanen
- Vesa Mäkelä : Hilteeni
- Ilkka Koivula : Lavikainen
- Seppo Timonen : Jussi
- Antti Jokela : Olavi Virta

## Distinctions
Le film a remporté cinq Jussis : Meilleur film, Meilleur acteur pour Pertti Koivula, Meilleur second rôle masculin pour Peter Franzén, Meilleure réalisation et Meilleur scénario.